# Mliba
Mliba ist ein Ort im Zentrum von Eswatini (Swasiland) im Südosten von Afrika. Er gehört verwaltungsmäßig zur Region Manzini und zum Inkhundla Mkhiweni.

## Geographie
Der Ort liegt im Nordosten der Region Manzini am Fuße des Mliba Kop und an der MR5, die von Südwesten kommend in Mliba einen Richtungswechsel macht und nach Norden umschwenkt. Die nächstgelegenen Städte sind Luve und Madlangempisi, die nächstgelegene Siedlung im Norden ist Croydon, während weitere kleine Siedlungen wie Khuphuka und Mnjoli zum Einzugsbereich des Ortes gehören.
Mliba hat eine Polizeistation, eine Nazarener-Mission mit einer Schule und einer Klinik, sowie die Mliba High School.
Haupterwerbszweig ist die Landwirtschaft.

## Geschichte
Der Häuptling Malamulela Magagula war der regionale Herrscher des Dvokolwako-Gebiets. Er unterhielt zwei königliche Kraals (umphakatsi), eSibukweni („Am Spiegel“) und eMvelo („Natur“). 
Der Mliba Kop mit seiner Pyramidenform gilt als bedeutend für die königliche Linie der Magagula. Alle historischen Häuptlinge (Könige) sind dort begraben.
Der Marktort Lubhaca laMdvuba („Mdvubas Gründung“) dient auch dem Andenken an Häuptling Mdvuba, einen König der Magagula. 